# Parakanlima (Jatiluhur)
Parakanlima is een bestuurslaag in het regentschap Purwakarta van de provincie West-Java, Indonesië. Parakanlima telt 5103 inwoners (volkstelling 2010).